# Corinna ferox
Corinna ferox är en spindelart som beskrevs av Simon 1896. Corinna ferox ingår i släktet Corinna och familjen flinkspindlar. Inga underarter finns listade i Catalogue of Life.